# Mäder
Mäder település Ausztria legnyugatibb tartományának, Vorarlbergnek a Feldkirchi járásában található. Területe 3,42 km², lakosainak száma 3 787 fő, népsűrűsége pedig 1 100 fő/km² (2014. január 1-jén). A település 414 méteres tengerszint feletti magasságban helyezkedik el.

## Fordítás
- Ez a szócikk részben vagy egészben  a   Mäder című angol Wikipédia-szócikk ezen változatának fordításán alapul.  Az eredeti cikk szerkesztőit annak laptörténete sorolja fel. Ez a jelzés csupán a megfogalmazás eredetét és a szerzői jogokat jelzi, nem szolgál a cikkben szereplő információk forrásmegjelöléseként.